# 雨の日は家にいて (曲)
「雨の日は家にいて」（あめのひはうちにいて）は、1981年10月1日に、日本コロムビアからリリースされた山下久美子の5枚目のシングル。

## 作品概要
前作「とりあえずニューヨーク」から、約4ヶ月ぶりとなるシングル。
2曲共にアルバム『雨の日は家にいて』からのシングルカットである。

## 収録曲
| 全編曲: 伊藤銀次。 |                      |           |           |      |
| #                  | タイトル             | 作詞      | 作曲      | 時間 |
| 1.                 | 「雨の日は家にいて」 | 康珍化    | 岡本一生  | 4:46 |
| 2.                 | 「メリーよ急げ!」    | 近田春夫  | 伊藤銀次  | 4:11 |
| 合計時間:          | 合計時間:            | 合計時間: | 合計時間: | 8:57 |